# Tanzschule Graf

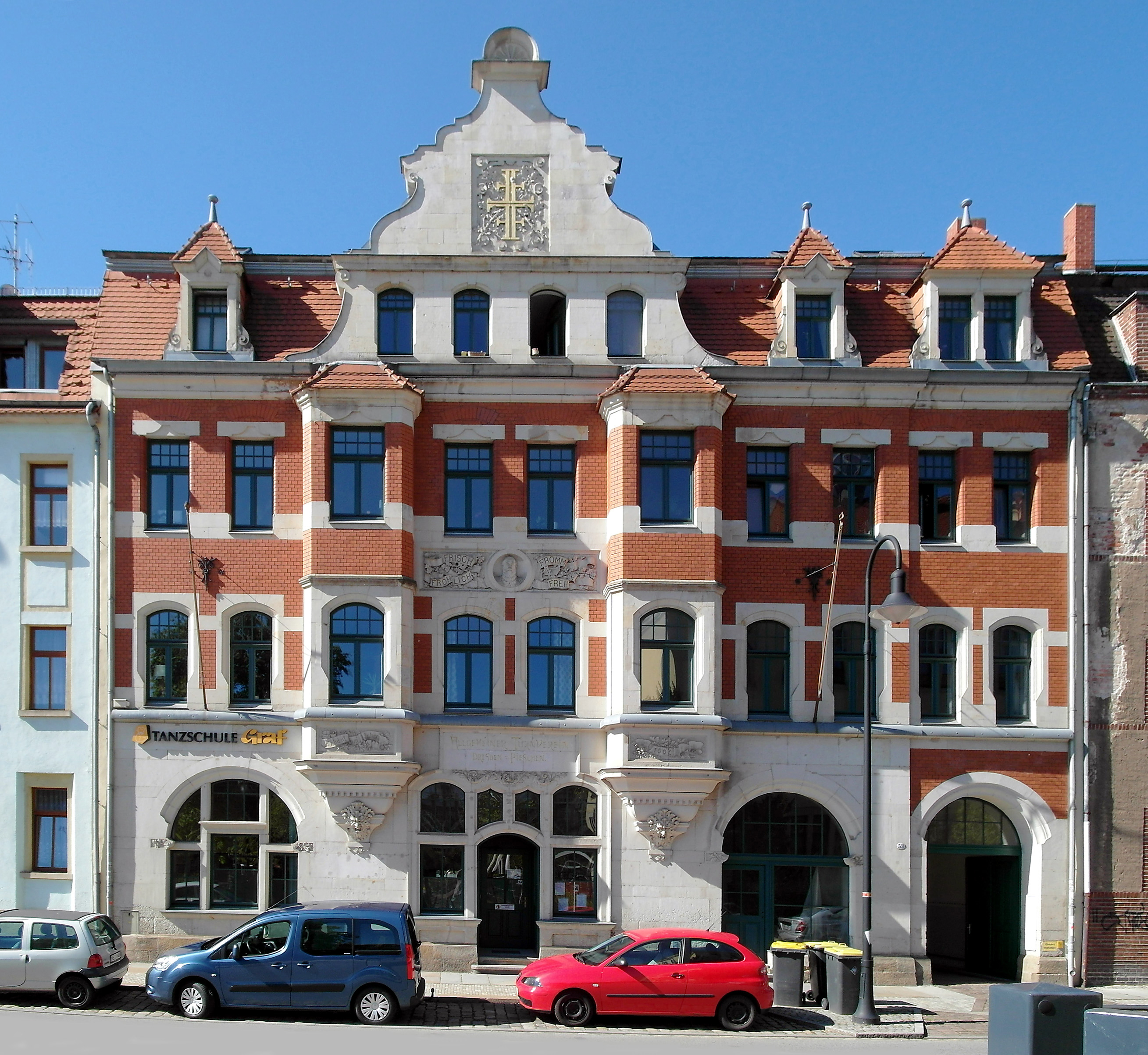
Leisniger Straße 53 in Dresden im Jahr 2014 mit der Außenreklame für die Tanzschule Graf

Die Tanzschule Graf war eine Tanzschule in der Leisniger Straße 53 in Dresden. Sie wurde von Werner Graf und seiner Frau Elfriede Graf gegründet. Die Tanzschule Graf war auch lange Zeit für die Ausrichtung des Dresdner Tanzfestivals verantwortlich. Dazu hatte die Familie Graf den Zwingerpokal gestiftet, der beim Tanzfestival Dresden von 1969 bis 1999 vergeben wurde. Zehntausende Schüler aber auch zahlreiche, heute noch aktive Tanzlehrer und/oder Trainer, haben in der Tanzschule Graf ihre ersten Schritte gewagt bzw. wurden dort selbst zum Tanzlehrer/Trainer oder Wertungsrichter ausgebildet.

## Geschichte

### Werner und Elfriede Graf
Nach dem Besuch eines Tanzturniers im Jahr 1948 in Zwickau fanden Werner und Elfriede Interesse am Turniertanz und begannen im Jahre 1949 ihre aktive Tanzlaufbahn als Tanzpaar. Innerhalb von drei Jahren gelang ihnen der Aufstieg in die Sonderklasse und am 27. Dezember 1952 wurden sie erstmalig DDR-Meister im Gesellschaftstanz. Diesen Titel konnten sie bis 1959 verteidigen. Nach Ablegung der Tanzlehrerprüfung im Jahr 1955 machten sie ihr Hobby zum Beruf und gründeten ihre eigene Tanzschule in Werdau. Im Jahre 1956 zogen sie nach Dresden und gaben ihre Tanzkurse in der „Kakadu-Bar“ im Parkhotel am Weißen Hirsch in Dresden, bis 1958 der Umbau der ehemaligen Turnerschänke des Pieschener Turnvereins auf der Leisniger Straße 53 abgeschlossen war.
Am 28. Februar 1957 bestand Werner Graf die englische Tanzlehrerprüfung. Zwei Jahre später beendeten Werner und Elfriede Graf ungeschlagen die aktive Laufbahn als Turniertänzer und widmeten sich ausschließlich der Tätigkeit als Tanzlehrer, Wertungsrichter und Turnierleiter im In- und Ausland. Durch ihr internationales Renommee waren sie als Fachlehrer national und international gefragt und sogar am Aufbau des Turniertanzes in der Tschechoslowakei und Ungarn beteiligt.
Auch Publikationen zum Tanzen und zu guten Umgangsformen entstanden in den 1960er Jahren.
Um das Profitanzen in der DDR wieder ins Leben zu rufen, stifteten Werner und Elfriede Graf 1969 den Zwinger-Pokal. In Zusammenarbeit mit dem Kulturpalast Dresden wurde bis 1999 das Tanzfestival Dresden ausgerichtet, bei dem als einzige Turnierserie der DDR Professionals und Amateure in einer Veranstaltung teilnahmen. Im Jahre 1983 war Werner Graf Wertungsrichter bei den International Championships in der Royal Albert Hall in London und wurde dort mit dem International Award ausgezeichnet.
Nachdem die Tanzschule seit 1984 von ihrem Sohn Rainer Graf weitergeführt wurde, zogen sich Werner und Elfriede Graf 1999 vom aktiven Unterricht zurück. Werner Graf starb 2006.

### Rainer Graf
Der Sohn von Werner und Elfriede Graf, Rainer Graf (geb. 1944) begann im Alter von 6 Jahren mit dem Tanzen und wurde schnell erfolgreich. Er ertanzte 11 mal den Titel des DDR-Meisters und legte 1964 ebenfalls die deutsche und 1990 die englische Tanzlehrerprüfung ab. Neben der Leitung der Tanzschule arbeitete er als Trainer in Dresdner Tanzvereinen und bildete selber auch Tanzlehrer aus. Die Tanzschule wurde 2013 zur Außenstelle der Tanzschule Lax. Im Jahr 2021 starb Rainer Graf in Dresden.

### Dritte Generation
Auch die Tochter von Rainer Graf, Kay Graf legte die Tanzlehrerprüfung ab und arbeitet seitdem als Tanzlehrerin und Trainerin.